# Pedro-Rodríguez
Pedro-Rodríguez – gmina w Hiszpanii, w prowincji Ávila, w Kastylii i León, o powierzchni 14,08 km². W 2011 roku gmina liczyła 187 mieszkańców.